# Veliki Blek (epizoda)
Veliki Blek јe 1. epizoda seriјala Veliki Blek obјavljena u Lunov magnus stripu #128. Epizoda јe premijerno u bivšoj Jugoslaviji objavljena u decembru 1974. godine. Koštala je 5 dinara (0,29 $; 0,73 DEM). Izdavač јe bio Dnevnik iz Novog Sada. Autor naslovne strane je nepoznat.

## Vreme i mesto radnje
Vreme radnje ove epizode je oko 1774. godine na prosoru Velikih šuma u Mejnu.  Mejn je danas najsevernija država Sjedinjenih država na Istoku. Graniči se sa Kvebekom u Kanadi. Postala je 23 država Sjedinjenih država 1820. godine.

## Blek i Kapetan Miki
Opšta postavka scenarija za nekoliko prvih nekoliko epizoda Velikog Bleka je u potpunosti preuzeta od prvih nekoliko epizoda Kapetana Mikija. Crtači su bili EsseGesse, iako je Kap. Miki počeo da izlazi u Italiji tri godine pre V. Bleka.

## Prva epizoda Velikog Bleka u Italiji
Prva epizoda Velikog Bleka u Italiji izašla je 3. oktobra 1954. godine pod nazivom Il grande Blek u ediciji Collana Freccia za izdavača Dardo. Sveska je bila u obliku kaiša (ital. striscia) formata 16,3 x 7,8 cm. (Mnogi italijanski strip junaci počeli su svoj život u ovakvom formatu – Kapetan Miki, Zagor, Mali rendžer itd.) Koštala je 20 lira. Na svakom kaišu nalazilo bi se dva, najviše tri kadra. Prva svesčica imala je svega 32 strane i pokrivala tek prvih 11 strana epizode LMS128 (cela epizoda LMS-a je, prema tome, izašla u više od deset kaiš-svezaka).

## Pojava Veikog Bleka u bivšoj Jugoslaviji
Pre ovog izdanja Dnevnika, dleove ove epizode su se u bivšoj Jugoslaviji pojavili već 1957. godine u slovenačkom dnevniku Primorska reka na slovenačkom jeziku. (Dnevnik je osnovan 1945. godine.) Blek se na slovenačkom zvao Silni Tom. Nije poznato koliko je dugo izlazio i da li su epizode bile redovne.

## Blekovi tvorci
Tvorci stripa Veliki Blek su tri italijanska crtača i scenarista pod umetničkim imenom EsseGesse iz Torina (Sinchetto, Sartoris, Guzzon). Ovaj trio je takođe napravio stripove Kapetan Miki (1951), Komandant Mark (1966), Tajanstveni Alan (objavljivani u bivšoj Jugoslaviji u Zlatnoj Seriji i Lunov magnus stripu) i mnoge druge. U ovom formatu je Veliki Blek izlazio do 15.10.1967. Poslednja epizoda Velikog Bleka koji su EsseGesse nacrtali bila je Smotra straže 1965. godine. Kod nas je objavljena 1978. godine u LMS-240.

## Prethodna i naredna epizoda Velikog Bleka
Naredna epizoda nosila je naziv Sinovi šume (LMS129).

## Reprize
Prve dve epizode Velikog Bleka ponovo su objavljene u luksuznom izdanju pod nazivom Sinovi šume. 70 godina Velikog Bleka, koje je izdavačka kuća Golconda objavila u 14.3.2025. godine. Serijal je potom nastavljen u obnovljenoj ediciji LMS, a ova epizoda reprizirana je u #1049, objavljenom 30. maja 2025. godine. Italijanska kuća If edizione reprizirala je kompletan serijal Velikog Bleka počev od 2005. godine u sveskama od preko 250 strana u A5 formatu. Naslovne strane izradio je Corrado Mastantuono. Naslov prve sveske bio je Trappers alla riscossa. Ova edicija prevedena je u identičnom formatu Hrvatskoj od strane izdavačke kuće Ludens počev od 2005. godine. Prva sveska pod nazivom Pobuna trapera sadržala je celu prvu epizodu Veliki Blek (LMS128) i deo epizode Sinovi šume (LMS129). Cena hrvatske sveske bila je 25 kuna.